# طبقات اعلام الشیعه
کتاب طبقات اعلام الشیعه، دانشنامه‌ای در ۱۷ جلد در شرح احوال و آثار عالمان شیعه از قرن ۴ تا ۱۴ هجری نوشته آقا بزرگ طهرانی. این کتاب به زبان عربی است.

## بخشهای کتاب
شیخ آقا بزرگ، این کتاب را به یازده بخش تقسیم کرده و هر بخش را به قرنی از سده ۴ تا ۱۴ هجری اختصاص داده‌است و شرح احوال و آثار آنان به تفصیل در کتب شیعه آمده‌است. در این کتاب، مطالب مربوط به هر یک از بزرگان شیعه در هر قرن، مرتب و تنظیم شده و نامی ویژه به آن داده شده‌است.
مجلدات مربوط به قرنهای چهارم تا دوازدهم، به کوشش فرزند مؤلف، دکتر علینقی منزوی، یک بار در بیروت و یک بار از سوی دانشگاه تهران منتشر شد. بخشی از قرن سیزدهم نیز با تحقیق و یادداشت‌هایی از محقق طباطبایی در مشهد منتشر شد و بخشی از آن نیز زیر نظر جعفر سبحانی، در قم انتشار یافت.
بخش نهایی نقباءالبشر که مربوط به قرن چهاردهم هجری قمری است در سال ۱۳۸۸ شمسی چاپ شده و به بازار آمد. این جلد، مجلد پنجم و نهایی نقباءالبشر بود که در یک جلد قطور و با تصحیح دکتر بهبهانی -منصور- چاپ شده است. علاوه بر اصل مطالب آقا بزرگ، ذیل‌هایی هم در کتاب آورده شده است. با چاپ این بخش، مجموعه نقباءالبشر کاملاً چاپ شده است.

## منبع
1. 1 2  طبقات اعلام‌الشیعه بایگانی‌شده  در ۱۲ ژانویه ۲۰۱۴ توسط Wayback Machine دایره المعارف طهور
2. ↑  طبقات اعلام‌الشیعه کنسرسیوم محتوای ملی